# Пілотажні прилади

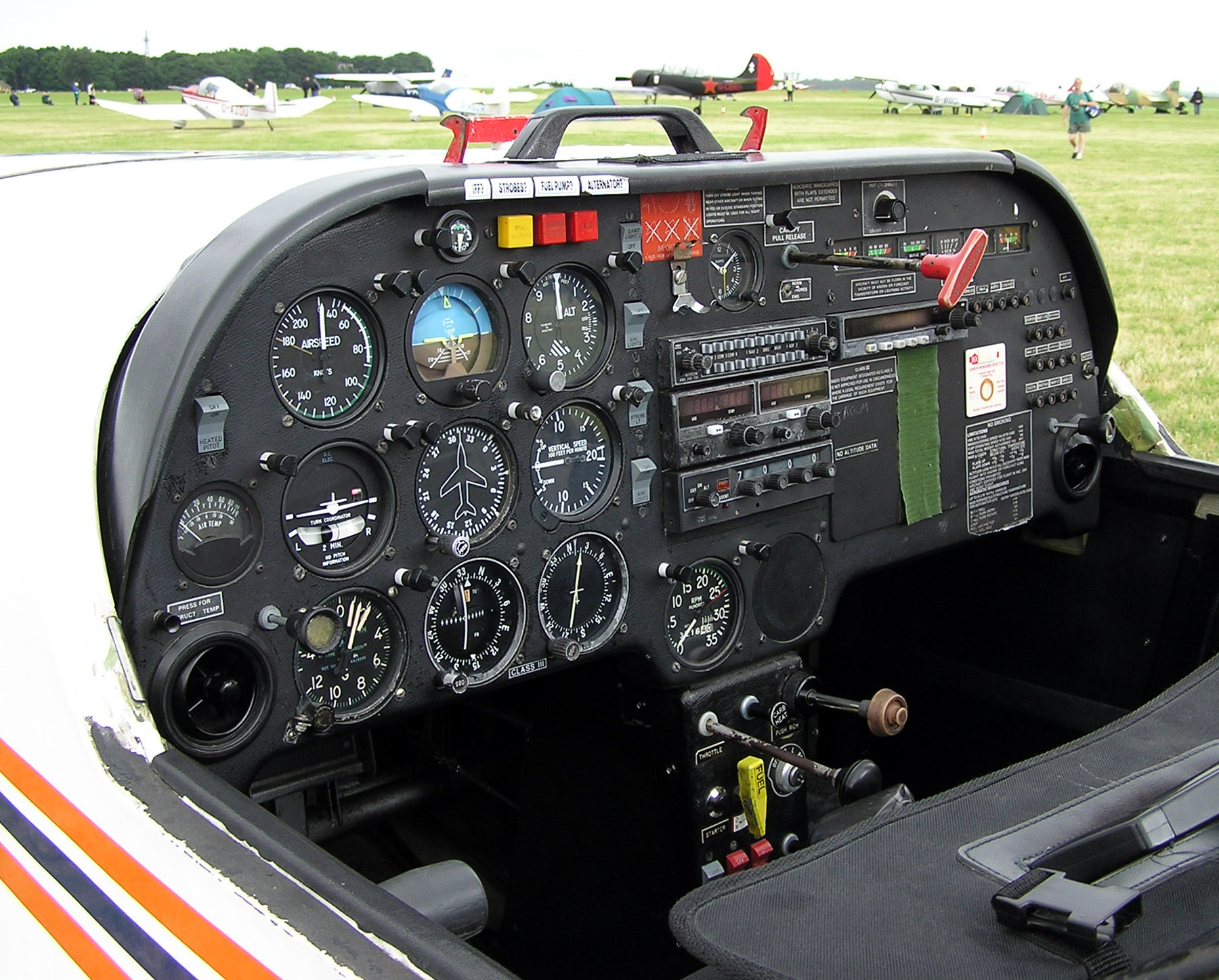
Кабіна двомісного легкого літака Slingsby T-67 Firefly. Пілотажні прилади знаходяться зліва на видимій панелі інструментів

Пілотажні прилади це інструменти в  кабіні літака, які повідомляють пілоту інформацію про стан польоту повітряного судна, наприклад висоту, швидкість відносно повітря та напрям. Пілотажні прилади особливо необхідні під час польотів з обмеженою видимістю, наприклад при наявності хмар, коли таку інформацію не можливо отримати візуальним способом. Термін часто використовується як синонім для усіх приладів, що знаходяться в кабіні пілота, і в такому контексті можуть включати в себе прилади двигунів, навігаційне обладнання і засоби зв'язку. Модельні літальні засоби мають електронні пілотажні прилади.

## Види
Авіаційні прилади поділяються на:
- пілотажно-навігаційні,
- моторні
- допоміжні.

До першої групи належать автопілоти, автоштурмани; магнітні, Про- та радіокомпаси; авіасекстанти, спідометри, висотоміри; покажчики повороту та ковзання, вертикальної швидкості, зв'язкові радіостанції; метеорадіолокатори, авіагодинники тощо.
За допомогою пілотажно-навігаційних приладів льотчик керує літаком, підтримує заданий режим і маршрут польоту, визначав місцеперебування, контролює положення літака.
До моторної групи входять тахометри, манометри паливної системи, мащення та керування; мановакуумметри; покажчики кількості та витрати палива, газоаналізатори, термометри; прилади контролю електроагрегатів тощо. Прилади моторної групи служать для встановлення (вибору) оптимального (вигідного) режиму роботи двигунів при різних режимах польоту літака.
Третю групу становлять допоміжні сигнальні прилади — покажчики положення шасі (коліс), закрилків; індикатори витрати повітря, кисню тощо. Кількість А. п. на літаку визначається типом та призначенням його. На сучасному пасажирському літаку використовується до 50—70 таких приладів.

## Приклади
Основними пілотажними приладами для більшості пілотованих апаратів є наступні:

### Висотомір
Висотомір або альтиметр показує висоту, на якій перебуває літальний апарат над рівнем моря, вимірюючи різницю тисків у стовпчику анероїдних капсул всередині альтиметра і атмосферного тиску, який отриманий за допомогою статичної системи. Його калібруєють для барометричного тиску місцевості, який має бути встановлений правильно, для отримання точних значень висоти. Коли літак здіймається на висоту, капсули розширюються і статичний тиск падає, в результаті  чого висотомір починає показувати збільшення висоти. І навпаки, протилежний ефект відбувається коли літак знижується. 
Із розвитком авіації і збільшенням висоти польотів шкала альтиметра була розширена для використання на більших і менших висотах.

### Індикатор ставлення
Авіагоризонт (також часто називається - штучний горизонт) показує положення літального апарата відносно горизонту. За допомогою цього приладу пілот може дізнатися про рівень нахилу крил і про те куди спрямований ніс літака, вверх чи вниз відносно горизонту. Це основний інструмент для пілота, але пілоти зазвичай навчені користуватись іншими інструментами на випадок, коли цей прилад не буде працювати.

### Покажчик швидкості
Індикатор швидкості показує швидкість руху літака (зазвичай у вузлах ) по відношенню до навколишнього повітря. Він працює за допомогою вимірювання тиску набігаючого потоку за допомогою трубки Піто. Результат заміри швидкості має бути відкалібрований відносно щільності повітря (яка змінюється із висотою, температуро і вологістю) для того, щоб встановити справжню швидкість, і врахувати швидкість вітру для отримання швидкості відносно поверхні землі.

### Магнітний компас
Компас показує напрям літака відносно магнітного полюсу. Будучи досить точним у сталому горизонтальному польоті, компас може давати невірні показники, під час повороту, наборі висоти, зниженні, або прискорення через відхилення магнітного поля Землі. Тому для навігації в літаках також використовується Покажчик курсу також використовується для експлуатації повітряного судна. Для правильної навігації може бути необхідним вносити поправку для напряму, який вказує компас, оскільки він показує магнітний полюс для отримання справжнього напрямку на істинний північний полюс землі (який знаходиться в точці на осі обертання Землі).

### Покажчик напрямку
Індикатор напряму (також відомий як гіроскоп напрямку або гірокомпас) показує напрям літального апарата відносно магнітного північного полюсу. Він працює за принципом обертового гіроскопа, а отже може мати помилку дрейфу (яка називається прецесією), яку періодично необхідно коригувати калібруючи інструмент відносно магнітного компасу. У багатьох сучасних літаках (в тому числі у майже всіх реактивних літаках) індикатор напрямку замінений на
плановим навігаційним приладом (HSI), який показує ту саму інформацію щодо напрямку, але також допомагає в навігації.

### Індикатор вертикальної швидкості
Варіометр або індикатор вертикальної швидкості дозволяє виміряти зміни повітряного тиску, і показує цю інформацію пілоту у вигляді швидкості здіймання або зниження в метрах секунду або вузлах.